# JSPWiki
JSPWiki es un software wiki (o WikiWiki) construido alrededor de los componentes JEE de Java, los servlets y las páginas JavaServer (JSP). Fue escrito en Java por Janne Jalkanen y liberado bajo licencia LGPL. Es un proyecto de la Apache Software Foundation y su licencia se ha cambiado a la licencia Apache. El Sun Java System Portal Server lo incluye como una de sus aplicaciones principales. Se utiliza principalmente para intranets de empresa y tiene una comunidad de desarrolladores activa, incluyendo también el Instituto de i3G de la Universidad Heilbronn.
JSPWiki tiene interfaz para extensiones en Java, que actualmente incluyen, gráficos en SVG, indexación de páginas, weblogs, encuestas, foros, paginación de presentaciones, tablero de dibujo, etc.